# Väne-Ryrs kyrka
Väne-Ryrs kyrka är en kyrkobyggnad belägen mitt i småorten Väne-Ryr i Vänersborgs kommun. Den tillhör sedan 2010 Vänersborg och Väne-Ryrs församling (tidigare Väne-Ryrs församling) i Skara stift.

## Historia
Under tidig medeltid tillhörde församlingen och församlingskyrkan Vassända pastorat på västra sidan av Göta älv, med de tre församlingarna Vassända, Naglum och Ryr. Medan Vassända och Naglum hade stenkyrkor, så hade Ryr en träkyrka. Den medeltida träkyrkan ersattes 1732 av den nuvarande på en annan plats än den tidigare. Den gamla kyrkplatsen, belägen cirka 3 kilometer nordväst om den nuvarande, är utmärkt med ett enkelt träkors i Kyrkobyn vid Kyrkebysjön, på vägen mot Lane-Ryr.

## Kyrkobyggnad
Kyrkan, som byggdes 1731-1732, invigdes 1732 och är den enda bevarade träkyrkan i västra delen av Skara stift. Den har tidstypisk plan med en tresidig altarvägg. Åren 1903-1904 tillkom ett torn, uppbyggt kring den gamla klockstapelns stomme, som är placerat öster om koret. I dess bottenvåning finns sakristian. Interiören har bevarat sin 1700-talsprägel.

## Inventarier
- Predikstol med tak, altare och altaruppsats, som snidades 1746-1747 av bildhuggaren Johan Petter Weber och målades av Olof Collander.
- Läktarbröstningen är utförd i rokoko och bemålad med scener ur Jesu liv, troligen av Johan Henric Dieden från Uddevalla.

### Orgel
Orgeln på västra läktaren är tillverkad 1967 av Grönlunds Orgelbyggeri. Den har sex stämmor fördelade på manual och pedal.